# 커트 크루거

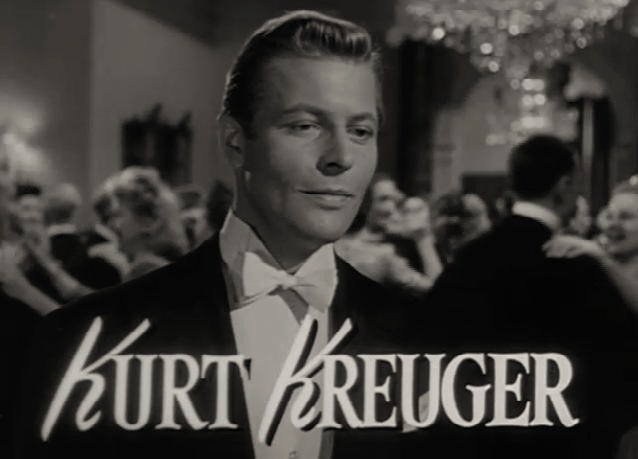

커트 크루거(Kurt Kreuger, 1916년 7월 23일 ~ 2006년 7월 12일)는 독일의 배우, 영화배우, 텔레비전 배우이다.

## 영화
- 원더 우먼 - TV 시리즈 (1975년)
- 발렌타인 데이의 대학살 (1967년)
- 아빠, 전쟁에서 무슨 일이? (1966년)
- 겟 스마트 (1965년)
- 전투 (1962년)
- 선셋 77번가 (1958년)
- 페리 메이슨 (1957년)
- 상과 하 (1957년)
- 불안 (1954년)
- 거짓 편지 (1948년)
- 다크 코너 (1946년)
- 센티멘털 저니 (1946년)
- 코네티컷의 크리스마스 (1945년)
- 마드모아젤 피피 (1944년)
- 엣지 오브 다크니스 (1943년)
- 사하라 전차대 (1943년)
- 독수리는 다시 난다 (1941년)